# Saint-Martin-de-la-Porte
Saint-Martin-de-la-Porte – miejscowość i gmina we Francji, w regionie Owernia-Rodan-Alpy, w departamencie Sabaudia.
Według danych na rok 1990 gminę zamieszkiwało 671 osób, a gęstość zaludnienia wynosiła 35 osób/km² (wśród 2880 gmin regionu Rodan-Alpy Saint-Martin-de-la-Porte plasuje się na 1004. miejscu pod względem liczby ludności, natomiast pod względem powierzchni na miejscu 536.).